# Città di Wollongong
La città di Wollongong è una Local Government Area che si trova nel Nuovo Galles del Sud. Essa si estende su una superficie di 684 chilometri quadrati e ha una popolazione di 192.418 abitanti. La sede del consiglio si trova a Wollongong.